# Ȟ
El grafema Ȟ, ȟ (H con caron) es una letra utilizada en el idioma finlandés Kalo y el idioma Lakota. Representa una fricativa velar sorda en el primero y una fricativa uvular sorda en el segundo.

## Unicode
| Carácter      | Ȟ                                 | Ȟ                                 | ȟ                               | ȟ                               |
| ------------- | --------------------------------- | --------------------------------- | ------------------------------- | ------------------------------- |
| Unicode       | LATIN CAPITAL LETTER H WITH CARON | LATIN CAPITAL LETTER H WITH CARON | LATIN SMALL LETTER H WITH CARON | LATIN SMALL LETTER H WITH CARON |
| Codificación  | decimal                           | hex                               | decimal                         | hex                             |
| Unicode       | 542                               | U+021E                            | 543                             | U+021F                          |
| UTF-8         | 200 158                           | C8 9E                             | 200 159                         | C8 9F                           |
| Ref. numérica | &#542;                            | &#x21E;                           | &#543;                          | &#x21F;                         |